# Машина (фильм, 1994)
«Машина» (фр. La Machine) — франко-немецкий фантастический фильм ужасов 1994 года режиссёра Франсуа Дюпейрона. В главных ролях Жерар Депардьё, Натали Бай и Дидье Бурдон. Экранизация одноимённого произведения Рене Беллетто. Премьера фильма состоялась 30 ноября 1994 года во Франции.

## Сюжет
Марк Лакруа — врач-психиатр, который исследует процесс мышления человека. Ему удаётся сделать открытие — изобрести машину, которая позволяет людям меняться своим разумом. Марк решается на эксперимент — внедриться в тело убийцы и выяснить причины его агрессии. Но эксперимент приводит к тому, что преступник оказывается на свободе в теле своего психиатра и, пользуясь новой внешностью, готов к совершению новых преступлений.

## В ролях
- Главные роли
  - Жерар Депардьё — доктор Марк Лакруа
  - Натали Бай — Мари Лакруа
  - Дидье Бурдон — Мишель Зито
  - Наталия Вёрнер — Марианна
  - Эрван Байно — Леонард Лакруа
  - Клод Берри — Хюгес
- Второстепенные роли
  - Патти Ханнок — Мари-Тереза
  - Кристиан Руш — Седрик
  - Марк Андреони — охранник
  - Кристиан Перейра — доктор на заводе
  - Ален Азеро — санитар
  - Жюли Депардьё — санитарка
  - Вильфред Бенаиш — пациент
  - Од Тирион — пациент
  - Арсен Жироян — дежурный администратор
  - Паскаль Тирнизьен — автомобилист
  - Кристиан Бужо — военный